# Красный Восход (Пермский край)
Красный Восход — посёлок в Пермском районе Пермского края. Входит в состав Усть-Качкинского сельского поселения.

## Географическое положение
Расположен на берегах реки Качка, примерно в 2,5 км к юго-востоку от административного центра поселения, села Усть-Качка.

## Население
| 2010 | 2021  |
| ---- | ----- |
| 1364 | ↗1401 |

## Топографические карты
- Лист карты O-40-76 Юго-камский. Масштаб: 1 : 100 000. Состояние местности на 1983 год. Издание 1984 г.